# Parlamentswahl in der Republik Zypern 1991
- DISY: 20
- AKEL: 18
- DIKO: 11
- EDEK: 7

Die Parlamentswahl in der Republik Zypern 1991 zum Repräsentantenhaus fand am 19. Mai 1991 statt.

## Sitzverteilung
Im Folgenden die Änderung der Sitzverteilung aufgrund der Wahl 1991:
| Abkürzung | Griechischer Name                  | Deutscher Name                            | Ausrichtung                         | Sitze 1985 | Sitze 1991 |
| --------- | ---------------------------------- | ----------------------------------------- | ----------------------------------- | ---------- | ---------- |
| DISY      | Dimokratikos Synagermos            | Demokratische Sammlung                    | konservativ, christdemokratisch     | 19         | 20         |
| AKEL      | Anorthotiko Komma Ergazomenou Laou | Fortschrittspartei des werktätigen Volkes | kommunistisch                       | 15         | 18         |
| DIKO      | Dimokratiko Komma                  | Demokratische Partei                      | liberal, nationalistisch            | 16         | 11         |
| EDEK      | Kinima Sosialdimokraton            | Bewegung der Sozialdemokraten             | sozialdemokratisch, nationalistisch | 06         | 07         |

## Gesamtergebnis
| Partei                 | Partei                                                                                        | Stimmen | %      | ±     | Sitze | ±   |
|                        | Dimokratikos Synagermos (Demokratische Sammlung)                                              | 122.495 | 35,81  | +2,25 | 20    | +1  |
|                        | Anorthotiko Komma Ergazomenou Laou (Fortschrittspartei des werktätigen Volkes)                | 104.771 | 30,63  | +3,2  | 18    | +3  |
|                        | Dimokratiko Komma (Demokratische Partei)                                                      | 66.867  | 19,55  | −8,1  | 11    | −5  |
|                        | Kinima Sosialdimokraton (Sozialdemokratische Bewegung)                                        | 37.264  | 10,89  | −0,18 | 7     | +1  |
|                        | Ananeotiko Dimokratiko Sozialistiko Kinima (Erneuernde demokratische sozialistische Bewegung) | 8.199   | 2,40   | neu   | 0     | neu |
|                        | Pankyprio Komma Prosfygon (Allzyprische Partei der Flüchtlinge)                               | 1.887   | 0,55   | neu   | 0     | neu |
|                        | Unabhängige                                                                                   | 555     | 0,16   | −0,13 | 0     | ±0  |
| Gültige Stimmen        | Gültige Stimmen                                                                               | 342.038 | 100,00 | –     | 56    | 0   |
| Ungültige Stimmen      | Ungültige Stimmen                                                                             | 12.600  | 3,55   | –     | –     | –   |
| Abgestimmt/Beteiligung | Abgestimmt/Beteiligung                                                                        | 354.638 | 93,00  | –     | –     | –   |
| Nichtteilnahme an Wahl | Nichtteilnahme an Wahl                                                                        | 26.684  | 7,00   | –     | –     | –   |
| Registrierte Wähler    | Registrierte Wähler                                                                           | 381.322 | –      | –     | –     | –   |